# Urmel aus dem Eis
Urmel aus dem Eis (titulada Impy's island en Norteamérica y La Isla de los dinosaurios en Hispanoamérica) es una película de Alemania estrenada en el año 2006, la película es protagonizada por un pequeño dinosaurio llamado Impy.
La película es producida por Oliver Huzly, dirigida por Andreass Falscheer y con su guionista Fabián Mueller.

## Sinopsis
La película se trata de la vida de unos estudiantes de  Tiberton llamados Pingu, Shoe, Monty, Peg y Tim. Un Iceberg trae a un pequeño huevo, que probablemente la corriente la trajo a las orillas de Titiwu. Una vez que se rompe el huevo, Tibberton les dice a sus estudiantes que es un implodocosaurio. Peg empieza a cuidar al dinosaurio como su propio hijo y luego los estudiantes deciden nombrarlo como Impy.
Una vez que el Rey David Pumponell VIII, el caótico rey sin corona de la isla de Pompolonia, profesor de biología de la Real Universidad de Pompolonia y cazador de especies en extinción se entere de lo ocurrido, trata de todas maneras posibles secuestrar a Impy para incorporarlo a su colección de bestias disecadas, aconsejado por el director del zoológico de la isla. Para que su reino no note lo bobo que es su rey, Sami, el ayudante del Rey, se entera de la existencia de Impy, viajan a la isla para impedir que Tibberton tome su puesto de profesor. Comienza la aventura para todos en la isla, incluso para el rey. Impy se escapa del rey a lo más lejos de la isla. Impy encuentra a Monty, y los dos van a impedir que el rey secuestre a Impy, y rápidamente esconde a Impy en una cueva.
En otro lado de la isla, el rey y Sami se quedan durmiendo en la isla y Pumponell encuentra a Monty para que le diga donde está Impy. El rey le da a Monty la araña y él le dice que está escondido en la cueva. Pero lo que no saben que es donde hará erupción el Volcán. El rey y Sami entran a la cueva, una vez que entran a ella, caen piedras sin parar tapando la entrada y salida de la cueva. La cual descubren a un cangrejo enorme, Impy y el rey se hacen amigos, la maldad del rey se reduce. Mientras tanto, Peg manda a Salomon y a Pingu a rescatar a los atrapados. Por suerte, Sami, Impy y el rey se salvan de la catástrofe.
Luego, Impy le pide al rey que le de un paseo por el aire, y Peg cree que es una trampa del rey.
El rey lo pasea por donde vive Salomon, Impy le agradece a Salomon por salvarlo de la catástrofe, y Salomon ya no va a cantar más canciones tristes.
Tibberton le da el pez invisible al rey para que se lo muestre al Dr. y a todos los demás poblados.
Impy y Peg viven felices para siempre con Tibberton, Salomon, Pingu, Monty, Shoe y Tim.

## Personajes
- Impy, el implodocosaurio: Es un dinosaurio perteneciente a una especie extinta llamada implodocosaurio. Su madre no logró recoger el huevo donde estaba Impy. Pasa el invierno y se congela. Luego se ve cómo un barco choca contra un iceberg, y el pedazo del iceberg y el huevo flota día y noche hasta llegar a las orillas de una isla perdida en el mar. Luego de que Impy naciera del huevo, todos se asustan, y entonces Impy cree que Peg la cerda es su madre por su posible parecido. Peg se aleja e Impy de inmediato comienza a llorar y eso hace que Peg cambie de opinión y decida adoptarlo. Impy se metió en problemas cuando Pumponell lo descubre y huye por la isla. Lo que era una amenaza con su vida se convirtió en toda una aventura y por eso Impy se sintió feliz junto a su nueva familia.

- Pingu, el pingüino: Es un pingüino que le gusta la adrenalina y la acción en su vida. A principios de la película, sufre por burlas de Shoe ya que Ping no puede volar. Pingu quisiera volar siendo su sueño de toda la vida. Su mejor amigo es Monty, el lagarto. Pingu, al ver la concha de su amigo, se encariña con esta y empieza a buscar una. Como no la encuentra toma la concha de Monty. Monty se enfurece y le dice que la amistad se acabó. Luego Pingu llora a Monty ya que este e Impy desaparecieron.

- Rey Pumponell de Pompolina o Rey Ido: Es el rey del reino Pompolonia. Su corona real se perdió y todos los del reino se burlaron de él y por esa ocasión le colocan "El Rey Ido". Luego de que el Doctor Zondenbergh recibe un mensaje de Tibberton diciendo que había encontrado una especie extinta, Pumponell decide viajar a la isla prometiendo obtener el animal vivo o muerto. Pumponell llega a la isla y diciendo cosas falsas. Observa a Impy y empieza una búsqueda junto a su aliado Sami en un helicóptero. Al final queda atrapado junto a Sami e Impy en una cueva volcánica, ya que al disparar al cangrejo gigante caen rocas y tapan el camino. Se vuelve bueno y deja que Impy y Sami se salven primero antes de que el volcán haga erupción.

- Monty, el lagarto: Es un pequeño lagarto y mejor amigo de Pingu el pingüino. Monty habla con la zeta ya que tiene una lengua muy larga. Le gusta comer insectos y más las arañas. Monty al encontrarse con Pumponell, le dice donde está Impy y Pumponell le da la araña tan deseada del lagarto.

Al llegar a casa, confiesa a sus amigos que dijo donde se escondía Impy. También observó a Impy cuando nadaba por las aguas. Pumponell les da un rozón con una bala y los dos caen al mar vivos e Impy empieza a jugar con su cuerpo.
- Profesor Horatio Tibberton: Es un científico que fue sacado de Pumpolonia hace años junto a Peg. Al llegar a la isla, Tibberton decide capturar criaturas que jamás habían visto otros y su archienemigo es Zondenbergh. Horatio ha estudiado la ciencia por años y su especialidad son los dinosaurios.

Al ver a Impy llegar a la isla, Tibberton descubre leyendo su libro, que Impy es una mezcla de dinosaurio + cerdo = implodocosaurio. Horatio también es el profesor de la escuela de lenguaje animal y enseñó a hablar a Monty, Shoe y Pingu. 
- Peg, la cerda: Es una cerda que fue sacada de Pumpolonia, junto a Tibberton. Peg es la aseadora de la escuela de lenguaje para animales. Peg suele estar de mal humor todos los días por el desorden de Tibberton y sus estudiantes.

Al ver a Impy llegar a la isla, Peg decide cuidarlo. Por la primera noche de pasar con Impy, Peg le cuenta el cuento de "El Hada Porcina" y tratando de aclarárselo a Impy, este descubre que es lo que sucedió cuando Peg lo encontró. Peg es sobreprotectora de sus amigos y suele ayudar cuando estos la necesiten, aunque se burlen de ella.
- Shoe, el ave: Es experto volando y ayudando a los demás. Al principio se burlaba de Pingu porque no sabía volar y formó un problema en el salón. Su verbo favorito es "vuelo", por eso cuando va llegando a la isla dice: "Yo vuelo", "Tú vuelas", "El vuela", "Ella vuela", "Uds. volaron", "Nosotros volamos", "Ellos volaron", "La abuela vuela", etc.

Cuando Pumponell iba a entrar a la cueva para cazar a Impy, Shoe pasa y se hace heces y le cae en la cara a Pumponell, así para evitar que el entrara a matar a Impy. Shoe fue de gran ayuda para que encontraran al pequeño implodocosaurio.
- Sami: Es el ayudante y aliado del rey Pumponell. Sami no es malvado como el rey y realmente no quiso ir a cazar a Impy, pero tenía que obedecer a su rey. Sami en algunas ocasiones actuaba como si fuera guardaespaldas del rey.

Cuando el rey se asustó por los murciélagos que venían y se trepó en los brazos de Sami. Y dijo: "Quita tus brazos de encima, miedoso", mientras que Sami lo miró mal. A él y a Pumponell le entregaron el "pez invisible".
- Salomon, el Elefante Marino: Salomon es un elefante marino macho, que se la pasa sentado cantando canciones tristes en su enorme roca. Después de hacerle favores a Tibberton, se pone triste debido a que no le dan las gracias.

Siempre los demás dicen:  "Olvidamos darle las gracias a Salomon". Cuando van a la roca donde vive Salomon, le dicen Gracias y él se pone muy contento, diciendo que al fin le dicen gracias y empieza a cantar y a bailar junto a sus amigos.
- Tim: Es un niño de raza indígena, que llegó a la isla cuando este era un bebé. Se crio en la vida salvaje y por eso cuando nació Impy, le quería tirar una bola de papel con un palo de bambú. Siempre está dispuesto a proteger al profesor ya que él fue el que lo enseñó a hablar y todas las otras cosas. Cuando llega Pumponell, se pone furioso e iba a atacarlo, pero pensaron actuar bien.

- Dr. Zonderbergh - Es un científico gran fanático de las cabezas de animales del rey. Es archienemigo de toda la vida del profesor Tibberton. Por eso cuando llegó el mensaje a su puerta, le avisó de inmediato a Pumponell, que tenía un dinosaurio de especie extinta en su isla. Siempre cuando pisaba el suelo le caía una cabeza de animal a su cabeza. Su última aparición en la película fue cuando cayó por la ventana con la cabeza del animal y decía que lo ayudaran pero se habían ido todos.

- Mosquito - Aparece en diversas escenas, como cuando el rey dormía y el mosquito le olió el pie y cayó al piso.

- Madre de Impy - Apareció cuando recogió todos sus huevos, menos el que contenía a Impy.

## Reparto original
| Actor (es)               | Personaje                      |
| ------------------------ | ------------------------------ |
| Domenic Redl             | Impy                           |
| Stefan Krause            | Pingu                          |
| Klaus Sonnenschein       | Rey Pumponell DV de Pompolonia |
| Wigald Boning            | Profesor Horatio Tibberton     |
| Anke Engelke             | Peg                            |
| Frank Schaff             | Monty                          |
| Wolfgang Völz            | Salomon                        |
| Oliver Pocher            | Shoe                           |
| Florian Halm             | Sami                           |
| Christopher Maria Herbst | Doctor Zonderbergh             |
| Kevin Iannotta           | Tim                            |

## Reparto (doblaje al inglés)
- Lisa Ortiz es Impy.
- Zoe Martin es Pingu.
- Sean Schemmek es el Rey Pumponell de Pompolonia.
- Jimmy Zoppy es Monty.
- Michael Sinterniklaas es el Profesor Horatio Tibberton.
- Pete Bowlan es Sami.
- Charlotte Mahoney es Peg.
- Maddie Blaustein es Shoe.
- P.J. Battisti, Jr. es Tim.
- Michael Alston Baley es Salomon.
- Alan Smithee es El Dr. Zonderbergh

- Datos: Q449041